# De God Denkbaar Denkbaar de God
De God Denkbaar Denkbaar de God is de vierde roman van de Nederlandse schrijver Willem Frederik Hermans, verschenen in 1956. 'Het is de eerste consequent surrealistische roman, niet alleen in Nederland, maar op de hele wereld,' zo omschreef de auteur de vertelling aan zijn uitgever G.A. van Oorschot, toen hij het boek bijna voltooid had. Het boek kreeg vrijwel unaniem negatieve recensies, al werd het vanwege de belustheid op woordspelingen ook wel vergeleken met het werk van James Joyce. Volgens de auteur ligt aan het boek een soortgelijke onrealistische poëtica ten grondslag als die van een tekenfilm.

## Ontstaansgeschiedenis
De scheppingsdatum staat vermeld aan het einde van de roman: 'februari-april 1956'. Eind maart schreef de auteur aan Gerrit Borgers, die hem om een bijdrage voor het tijdschrift Podium had verzocht, dat hij het te druk had met zijn nieuwe roman om aan het verzoek te voldoen.
Ook Hermans' uitgever G.A. van Oorschot was van het schrijven aan de 'kleine ro, de enige van zijn 7 eersteman' op de hoogte gesteld en werd verzocht een voorgenomen bezoek uit te stellen: 'Wacht nog even met je bezoek tot ik de nieuwe roman helemaal klaar heb. Ik heb hem nu bijna klaar en sta aan het begin van de slotcatastrophe, een groots tafereel, al zeg ik het zelf.' Hermans deelde ook de titel mede, met de toelichting: 'Een merkwaardige titel, maar zeer goed in overeenstemming met de inhoud.' Als werkplan gaf hij op nog een week nodig te hebben voor de kladversie, waarna hij met het bewerken en overtypen van het manuscript halverwege mei klaar hoopte te zijn. Ook over het omslag had de auteur al gedachten gevormd:
Het mooist zou een surrealistisch omslag wezen, maar niemand zou dat kunnen maken op een manier dat ik er tevreden mee was. Dus is een zeer eenvoudig typografisch omslag maar het beste.
'Het slot is diep-tragisch,' schreef Hermans iets later aan zijn uitgever. 'Het is het meest ernstige boek dat ik geschreven heb.' De auteur stond erop dat de flaptekst 'geen politiek-pornografische reclametekst' mocht bevatten en dat hem het omslag- en bandontwerp voorafgaande aan de productie 'ter beoordeling' zouden worden gestuurd:
In het algemeen ben ik van mening dat dit zaken zijn die een uitgever zelf moet weten, maar in dit geval, bij een boek als Denkbaar waar de kritiek toch al geen raad mee zal weten, is het van veel belang dat er door uiterlijkheden geen verkeerde indrukken worden gewekt. Dat zou mij erg spijten en mij het genoegen het geschreven te hebben in hoge mate vergallen.

## Titelverklaring
'De titel,' aldus literatuurhistoricus Ton Anbeek, 'geeft in feite de beste aanwijzing hoe men de roman moet lezen: als een demonstratie van wat denkbaar is in de taal, maar daarom nog niet hoeft te corresponderen met enige empirische werkelijkheid.' Het is niet realistisch dat iemand uit een hoog raam springt en ongedeerd wegloopt, of dat een walvis een boodschap dicteert aan een secretaresse die op zijn rug zit.

## Surrealistische aard van het boek
De auteur zelf heeft het boek vergeleken met een tekenfilm, waarin allerlei dingen gebeuren die in werkelijkheid onmogelijk zijn. Het is in die zin 'anti-mimetisch', meent Anbeek, die het werk vooral beschouwt als 'een boek over soorten taalgebruik, die dan ook naar hartenlust worden geparodieerd.'

## Receptie
De eerste recensie was van Ben Stroman in het Algemeen Handelsblad, die sprak van een 'verbazingwekkend stuk literair boerenbedrog' en van een 'kwasi-verhaal'. De anonieme recensent van de Nieuwe Rotterdamse Courant beleefde aan het boek minder dan aan eerder werk van de auteur, maar merkte op dat 'deze "fantasie" voor hemzelf wel een noodzakelijke uitweg' moet zijn geweest. Het boek maakte op hem de indruk ontspanning te zijn als afwisseling van het meer verbeten andere werk van Hermans en 'voor een deel is het woordspel, "punning" waarin James Joyce al zo'n plezier had, tot aan de titel toe.' J.W.H. Veenstra sprak in Vrij Nederland van een 'chaotisch geheel' van associaties, gedachtenflitsen en een 'ongare symboliek', al vermoedde hij wel een 'diepere "bedoeling"' achter de 'ogenschijnlijke nonsens'. Toch meent hij dat deze aanpak geen schok van het onverwachte of poëzie oplevert.
Gerard Knuvelder zag in De Tijd als bedoeling van de auteur 'Godsvoorstellingen aan te tasten', waartoe zich bediende van 'rissen parodieën op diverse religieuze en maatschappelijke aspecten en verschijningsvormen'. Hans Gomperts zag in Het Parool een duidelijke overeenkomst met ander werk van Hermans, namelijk de jacht op geheime papieren die een beslissend bewijs moeten vertegenwoordigen. Hij vond het 'een balorig en gemelijk geschreven, ongeïnspireerd boek'.
De enige positieve recensie was van Louis Th. Lehmann en stond in Tirade, die schreef dat het boek hem bijzonder beviel en aan de hand van een parallel met de schilderkunst tot de conclusie komt: 'Ik weet niet waarom.'

### Postmodernisme
In de jaren tachtig raakte de term postmodernisme ingeburgerd in de academische literatuurkritiek, met als gevolg dat onderzoekers naar vroege voorbeelden van deze stroming in de Nederlandse literatuur gingen zoeken. Daarbij werd De God Denkbaar Denkbaar de God wel eens beschouwd als een postmodern werk.

## Plaats in het oeuvre
J.W.H. Veenstra, een van de recensenten uit 1956, legde een verband met een passage in de novelle 'Lotti Fuehrscheim' uit de drie jaar eerder verschenen novellebundel Paranoia, omdat in dat verhaal een begrip als 'denkbaar' al een thema is. Bovendien noemt hij de term 'surrealisme' als hij het heeft over het 'associatieve, op bizarre invallen afgestemde - noem het surrealistische - procedé'.
Literatuurhistoricus Anbeek schaart de roman in een groep van slechts drie werken uit Hermans' oeuvre waarin het 'wantrouwen tegen de taal' de verhaalopbouw heeft gedicteerd. De andere twee zijn de verhalenbundel Paranoia en het boek dat het vervolg op De God Denkbaar is, Het Evangelie van O. Dapper Dapper.
Literatuurhistoricus Hugo Brems noemt het boek een 'experimentele roman' en 'de overtuigendste demonstratie' van Hermans' affiniteit met het surrealisme.